# Sergueï Bobrovski
Pour les articles homonymes, voir Bobrovski.
Sergueï Andreïevitch Bobrovski - en russe : Сергей Андреевич Бобровский (Sergej Andreevič Bobrovskij), et en anglais : Sergei Bobrovsky - (né le 20 septembre 1988 à Novokouznetsk en République socialiste fédérative soviétique de Russie) est un joueur professionnel russe de hockey sur glace. Il évolue au poste de gardien de but.

## Biographie

### Le Metallourg Novokouznetsk
Formé au Metallourg Novokouznetsk, il débute en 2004 avec l'équipe réserve dans la Pervaïa liga, le troisième niveau russe. Trois ans plus tard, il découvre la Superliga avec l'équipe première. L'équipe est éliminée en huitième de finale par les Ak Bars Kazan après avoir pris la seizième et dernière place qualificative pour la post-saison. Il représente la Russie au niveau international. Il a participé aux sélections jeunes. Il prend part à la Super Série 2007. En 2007, il est le gardien de l'équipe ayant disputé le plus de match malgré l'arrivée en cours de saison de Maksim Sokolov. La dix-septième place est insuffisante pour prétendre à une place en séries éliminatoires. Il est le gardien titulaire de l'équipe ayant décroché la médaillé de bronze au championnat du monde junior 2008.
La saison suivante, les deux gardiens partagent le temps de jeu. Cinquième de la Division Bobrov, l'équipe ne parvient pas à se qualifier pour les séries éliminatoires de la Coupe Gagarine.
Il est secondé par le vétéran Aleksandr Vioukhine en 2009-2010. Le Metallourg non qualifié pour les séries éliminatoires, il est mis à disposition de l'équipe junior. La KHL a créé en début de saison la Molodiojnaïa Hokkeïnaïa Liga (MHL) afin d'aguérir les jeunes joueurs de ses équipes. Kouznetskie Medvedi est le nom donné à l'équipe junior du Metallourg. Huitièmes de la division est, l'équipe a pris la dernière place qualificative pour les séries éliminatoires de la Coupe Kharlamov. Avec les renforts de jeunes évoluant dans la KHL tel que Bobrovski, les défenseurs Dmitri Orlov et Zakhar Arzamastsev et l'attaquant Maksim Kitsyne, l'équipe surprend et atteint la finale. Elle s'incline 3 victoires à 1 face aux Stalnye Lissy équipe réserve du Metallourg Magnitogorsk dont le gardien Dmitri Volochine est nommé meilleur gardien des séries éliminatoires. Bobrovski n'a pas disputé la finale. En effet, il est convié en équipe de Russie senior. Le sélectionneur Viatcheslav Bykov le titularise le 27 avril 2010 pour sa première cape lors d'un match amical contre l'Italie. La veille, il avait été remplaçant d'Aleksandr Ieriomenko lors de la précédente rencontre entre ses deux équipes. Il n'est finalement pas retenu pour participer au Championnat du monde 2011.

### L'Amérique du Nord
Le 6 mai 2010, il signe un contrat de 1 750 000 dollars par an portant sur trois saisons avec les Flyers de Philadelphie. Initialement, la franchise  prévoit d'assigner le gardien dans son club ferme de la Ligue américaine de hockey, les Phantoms de l'Adirondack. Mais après avoir impressionnés les entraîneurs durant le camp d'entraînement, il est retenu dans l'effectif pour pallier l'absence sur blessure du titulaire Michael Leighton. En dépit de la concurrence de Brian Boucher, deuxième gardien de but des Flyers, l'entraîneur Peter Laviolette l'aligne pour sa première partie dans la Ligue nationale de hockey le 7 octobre 2010 contre les Penguins de Pittsburgh. L'équipe l'emporte 3-2 dans la nouvelle salle des Pingouins, le Consol Energy Center. Il réalise alors 31 arrêts et est nommé première étoile de la rencontre. À 22 ans et 12 jours, il devient le plus jeune gardien à remporter le match d'ouverture des Flyers, éclipsant Ron Hextall qui a débuté à 22 ans et 159 jours le 9 octobre 1986. Il devient également le premier gardien recrue des Flyers à remporter son premier match depuis Antero Niittymäki en 2004. La franchise termine deuxième de la conférence est à l'issue de la saison régulière derrière les Capitals de Washington. Elle élimine les Sabres de Buffalo en sept matchs lors du premier tour puis s'incline en demi-finale de conférence, quatre victoires à zéro face aux Bruins de Boston, futurs vainqueurs de la Coupe Stanley. En raison de ses performances irrégulières, il est régulièrement poussé sur le banc par Brian Boucher durant les séries éliminatoires.
Lors la saison 2011-2012, les Flyers décident de recruter Ilia Bryzgalov comme gardien titulaire. Cinquièmes de l'est, les Flyers tombent en cinq matchs au deuxième tour des séries éliminatoires après avoir barré la route des Penguins de Pittsburgh quatre victoires à deux. Le 22 juin 2012, il est échangé aux Blue Jackets de Columbus en retour de trois choix de repêchage. Durant l'été, il travaille alors avec Ian Clark, l'entraîneur des gardiens qui l'aide à modifier sa posture devant les filets. Durant le lock-out 2012-2013 de la LNH, Bobrovski signe au SKA Saint-Pétersbourg où il partage le filet avec Ilia Iejov. Il dispute son premier match avec les Blue Jackets le 19 janvier 2013 date du début de la saison 2012-2013. Il supplante Steve Mason comme gardien titulaire des Blue Jackets. Le gardien russe enregistre son premier blanchissage dans la LNH le 9 mars face aux Red Wings de Détroit. Les Blue Jackets terminent neuvièmes de la conférence ouest avec cinquante-cinq points, soit le même nombre de points que le Wild du Minnesota, huitième, et manquent les séries éliminatoires. Bobrovski possède le deuxième pourcentage d'arrêts de la saison régulière (93,2 %) derrière Craig Anderson des Sénateurs d'Ottawa.
Le 1er juillet 2019, il signe un contrat de sept ans avec les Panthers de la Floride. Il remporte la Coupe Stanley 2024 et 2025 avec les Panthers de la Floride.

## Statistiques
Pour les significations des abréviations, voir statistiques du hockey sur glace.

### En club
| Saison     | Équipe                     | Ligue        |     | Saison régulière | Saison régulière | Saison régulière | Saison régulière | Saison régulière | Saison régulière | Saison régulière | Saison régulière | Saison régulière | Saison régulière |    | Séries éliminatoires | Séries éliminatoires | Séries éliminatoires | Séries éliminatoires | Séries éliminatoires | Séries éliminatoires | Séries éliminatoires | Séries éliminatoires | Séries éliminatoires |
| Saison     | Équipe                     | Ligue        | PJ  | V                | D                | Pr/N             | Min              | BC               | Moy              | % Arr            | Bl               | Pun              | PJ               | V  | D                    | Min                  | BC                   | Moy                  | % Arr                | Bl                   | Pun                  |                      |                      |
| 2005-2006  | Metallourg Novokouznetsk 2 | Pervaïa liga |     |                  |                  |                  |                  |                  |                  |                  |                  |                  |                  |    |                      |                      |                      |                      |                      |                      |                      |                      |                      |
| 2006-2007  | Metallourg Novokouznetsk   | Superliga    | 8   |                  |                  |                  | 280              | 13               | 2,78             |                  | 0                | 0                | 1                |    |                      |                      |                      | 4,02                 |                      |                      |                      |                      |                      |
| 2006-2007  | Metallourg Novokouznetsk 2 | Pervaïa liga |     |                  |                  |                  |                  |                  |                  |                  |                  |                  |                  |    |                      |                      |                      |                      |                      |                      |                      |                      |                      |
| 2007-2008  | Metallourg Novokouznetsk   | Superliga    | 24  |                  |                  |                  | 1 153            | 57               | 2,97             | 90,1             | 1                | 0                | -                | -  | -                    | -                    | -                    | -                    | -                    | -                    | -                    |                      |                      |
| 2007-2008  | Metallourg Novokouznetsk 2 | Pervaïa liga |     |                  |                  |                  |                  |                  |                  |                  |                  |                  |                  |    |                      |                      |                      |                      |                      |                      |                      |                      |                      |
| 2008-2009  | Metallourg Novokouznetsk   | KHL          | 32  | 6                | 16               | 2                | 1 636            | 68               | 2,49             | 92,7             | 1                | 2                | -                | -  | -                    | -                    | -                    | -                    | -                    | -                    | -                    |                      |                      |
| 2009-2010  | Metallourg Novokouznetsk   | KHL          | 35  | 9                | 22               | 3                | 1 964            | 89               | 2,72             | 91,9             | 1                | 4                | -                | -  | -                    | -                    | -                    | -                    | -                    | -                    | -                    |                      |                      |
| 2009-2010  | Kouznetskie Medvedi        | MHL          | -   | -                | -                | -                | -                | -                | -                | -                | -                | -                | 12               | 7  | 5                    | 731                  | 26                   | 2,13                 | 92,9                 | 1                    | 0                    |                      |                      |
| 2010-2011  | Flyers de Philadelphie     | LNH          | 54  | 28               | 13               | 8                | 3 018            | 130              | 2,59             | 91,5             | 0                | 2                | 6                | 0  | 2                    | 186                  | 10                   | 3,23                 | 87,7                 | 0                    | 0                    |                      |                      |
| 2011-2012  | Flyers de Philadelphie     | LNH          | 29  | 14               | 10               | 2                | 1 551            | 78               | 3,02             | 89,9             | 0                | 0                | 1                | 0  | 0                    | 37                   | 5                    | 8,11                 | 72,2                 | 0                    | 0                    |                      |                      |
| 2012-2013  | SKA Saint-Pétersbourg      | KHL          | 24  | 18               | 3                | 2                | 1 420            | 46               | 1,94             | 93,2             | 4                | 0                | -                | -  | -                    | -                    | -                    | -                    | -                    | -                    | -                    |                      |                      |
| 2012-2013  | Blue Jackets de Columbus   | LNH          | 38  | 21               | 11               | 6                | 2 219            | 74               | 2,00             | 93,2             | 4                | 0                | -                | -  | -                    | -                    | -                    | -                    | -                    | -                    | -                    |                      |                      |
| 2013-2014  | Blue Jackets de Columbus   | LNH          | 58  | 32               | 20               | 5                | 3 300            | 131              | 2,38             | 92,3             | 5                | 2                | 6                | 2  | 4                    | 378                  | 20                   | 3,17                 | 90,8                 | 0                    | 0                    |                      |                      |
| 2014-2015  | Blue Jackets de Columbus   | LNH          | 51  | 30               | 17               | 3                | 2 995            | 134              | 2,69             | 91,8             | 2                | 4                | -                | -  | -                    | -                    | -                    | -                    | -                    | -                    | -                    |                      |                      |
| 2015-2016  | Blue Jackets de Columbus   | LNH          | 37  | 15               | 19               | 1                | 2 117            | 97               | 2,75             | 90,8             | 1                | 2                | -                | -  | -                    | -                    | -                    | -                    | -                    | -                    | -                    |                      |                      |
| 2016-2017  | Blue Jackets de Columbus   | LNH          | 63  | 41               | 17               | 5                | 3 707            | 127              | 2,06             | 93,1             | 7                | 8                | 5                | 1  | 4                    | 309                  | 20                   | 3,88                 | 88,2                 | 0                    | 0                    |                      |                      |
| 2017-2018  | Blue Jackets de Columbus   | LNH          | 65  | 37               | 22               | 6                | 3 912            | 158              | 2,42             | 92,1             | 5                | 0                | 6                | 2  | 4                    | 416                  | 22                   | 3,18                 | 90                   | 0                    | 0                    |                      |                      |
| 2018-2019  | Blue Jackets de Columbus   | LNH          | 62  | 37               | 24               | 1                | 3 557            | 153              | 2,58             | 91,3             | 9                | 2                | 10               | 6  | 4                    | 623                  | 25                   | 2,41                 | 92,5                 | 0                    | 0                    |                      |                      |
| 2019-2020  | Panthers de la Floride     | LNH          | 50  | 23               | 19               | 6                | 2 806            | 151              | 3,23             | 90               | 1                | 0                | 4                | 1  | 3                    | 234                  | 12                   | 3,07                 | 90,1                 | 0                    | 0                    |                      |                      |
| 2020-2021  | Panthers de la Floride     | LNH          | 31  | 19               | 8                | 2                | 1 816            | 88               | 2,91             | 90,6             | 0                | 0                | 3                | 1  | 2                    | 113                  | 10                   | 5,33                 | 84,1                 | 0                    | 0                    |                      |                      |
| 2021-2022  | Panthers de la Floride     | LNH          | 54  | 39               | 7                | 3                | 1 566            | 137              | 2,67             | 91,3             | 3                | 4                | 10               | 4  | 6                    | 27                   | 600                  | 2,70                 | 91,1                 | 0                    | 2                    |                      |                      |
| 2022-2023  | Panthers de la Floride     | LNH          | 50  | 24               | 20               | 3                | 1 466            | 145              | 3,07             | 90,1             | 1                | 2                | 19               | 12 | 6                    | 1 165                | 54                   | 2,78                 | 91,5                 | 1                    | 0                    |                      |                      |
| 2023-2024  | Panthers de la Floride     | LNH          | 58  | 36               | 17               | 4                | 3 414            | 135              | 2,37             | 91,5             | 6                | 4                | 24               | 16 | 8                    | 1 420                | 55                   | 2,32                 | 90,6                 | 2                    | 0                    |                      |                      |
| Totaux LNH | Totaux LNH                 | Totaux LNH   | 700 | 396              | 224              | 55               | 40 323           | 1 738            | 2,59             | 91,5             | 44               | 30               | 94               | 45 | 43                   | 5 479                | 260                  | 2,85                 | 90,5                 | 3                    | 2                    |                      |                      |
| Totaux KHL | Totaux KHL                 | Totaux KHL   | 91  | 33               | 41               | 7                | 5 020            | 203              | 2,43             | 92,5             | 6                | 6                | -                | -  | -                    | -                    | -                    | -                    | -                    | -                    | -                    |                      |                      |

### En équipe nationale
| Année | Événement                   |   | PJ | V | D   | Min | BC   | Moy   | % Arr | Bl | Pun                |  | Résultat |
| 2008  | Championnat du monde junior | 6 | 4  | 2 | 366 | 15  | 2,46 | 91,85 | 0     | 2  | Médaille de bronze |  |          |
| 2014  | Jeux olympiques             | 3 | 1  | 1 | 157 | 3   | 1,15 | 95,24 | 1     | 0  | Cinquième place    |  |          |
| 2014  | Championnat du monde        | 8 | 8  | 0 | 480 | 9   | 1,13 | 95,03 | 2     | 2  | Médaille d'or      |  |          |
| 2015  | Championnat du monde        | 9 | 6  | 3 | 542 | 21  | 2,32 | 90,58 | 1     | 0  | Médaille d'argent  |  |          |
| 2016  | Championnat du monde        | 9 | 7  | 2 | 521 | 15  | 1,73 | 93,12 | 1     | 0  | Médaille de bronze |  |          |
| 2016  | Coupe du monde              | 4 | 2  | 2 | 237 | 10  | 2,53 | 93,0  | 1     |    | Demi-finaliste     |  |          |

## Trophées et honneurs personnels

### Superliga
- 2007 : participe au Match des étoiles avec l'équipe Est.

### Championnat du monde junior
- 2008 : désigné par les entraîneurs comme l'un des trois meilleurs joueurs de la Russie (avec Viktor Tikhonov et Ievgueni Kourbatov).

### Ligue nationale de hockey
- 2010-2011 : nommé recrue du mois de novembre.
- 2012-2013 : remporte le Trophée Vézina.
- 2014-2015 : invité au 60e Match des étoiles mais n'y participe pas en raison d'une blessure à l'aine
- 2016-2017 : 
  - remporte le Trophée Vézina[17]
  - nommé dans la première équipe d'étoiles[18]
  - participe au 62e Match des étoiles
- 2023-2024 : 
  - participe au 68e Match des étoiles
  - remporte la Coupe Stanley avec les Panthers de la Floride
- 2024-2025 : remporte la Coupe Stanley avec les Panthers de la Floride